# Galdieria
Galdieria es un grupo de algas rojas (rodofitas) y conforman el único género de la familia Galdieriaceae. Se caracterizan por ser unicelulares termófilas, acidófilas, metalorresistentes y con un metabolismo mixótrofo.
Habitan en el suelo, sobre rocas o dentro de ellas como endolitos, dentro del entorno de aguas termales volcánicas, incluso en presencia de arsénico, mercurio y metales pesados en general. Toleran la acidez y temperaturas que pueden llegar a los 56 °C. El metabolismo mixótrofo oscila entre el fotoautótrofo y el heterótrofo que abarca unas 50 fuentes de carbono.
Son simples, con un solo cloroplasto (a veces dos) y su reproducción es asexual mediante la formación de endosporas, produciendo entre 2 y 16 células hijas.